# Gros coup à Pampelune
Pour plus de détails, voir Fiche technique et Distribution.
Gros coup à Pampelune (titre original : The Caper of the Golden Bulls) est un film américain réalisé par Russell Rouse, sorti en 1967.

## Synopsis
Après un passé lucratif de cambrioleur de banques, Peter Churchman vit depuis plusieurs années à Pampelune sous l’apparence d’un respectable et riche résident. Un jour, son ancienne maîtresse Angela ressurgit et exerce un chantage pour le contraindre à l’aider à cambrioler la Banque Nationale espagnole lors de la feria… 

## Fiche technique
- Titre : Gros coup à Pampelune
- Titre original : The Caper of the Golden Bulls
- Réalisation : Russell Rouse
- Scénario : David Moessinger et Ed Waters d’après le roman de William P. McGivern The Caper of the Golden Bulls (1966)
- Photographie : Harold E. Stine
- Montage : Chester W. Schaeffer, Bob Wyman
- Musique : Vic Mizzy
- Décors : Arthur Lonergan, Hal Pereira
- Costumes : Edith Head
- Pays d’origine :  États-Unis
- Langue de tournage : anglais
- Producteur : Clarence Greene
- Société de distribution : Paramount Pictures
- Format : Couleur (Pathécolor) – Monophonique – 35 mm
- Genre : Comédie, Film d'action
- Durée : 102 min
- Date de sortie : 21 juin 1967 aux  États-Unis

## Distribution
- Stephen Boyd : Peter Churchman
- Yvette Mimieux : Grace Harvey
- Giovanna Ralli : Angela
- Vito Scotti : François Morel
- J.G. Devlin : « Le Rétameur »
- Arnold Moss : M. Shanari
- Jay Novello : Carlos

## Autour du film
- Année de tournage : 1966
- BO, musiques originales composées par Vic Mizzy pour les films The Caper of the Golden Bulls et The Perils of Pauline, 1 CD Percepto.